# Abreu e Lima (kommun)
Abreu e Lima är en kommun i Brasilien.   Den ligger i delstaten Pernambuco, i den östra delen av landet, 1 700 km nordost om huvudstaden Brasília. Antalet invånare är 94 428.
Följande samhällen finns i Abreu e Lima:
- Abreu e Lima

Omgivningarna runt Abreu e Lima är en mosaik av jordbruksmark och naturlig växtlighet. Runt Abreu e Lima är det mycket tätbefolkat, med 4 670 invånare per kvadratkilometer.